# Christuskirche (Tegernsee)

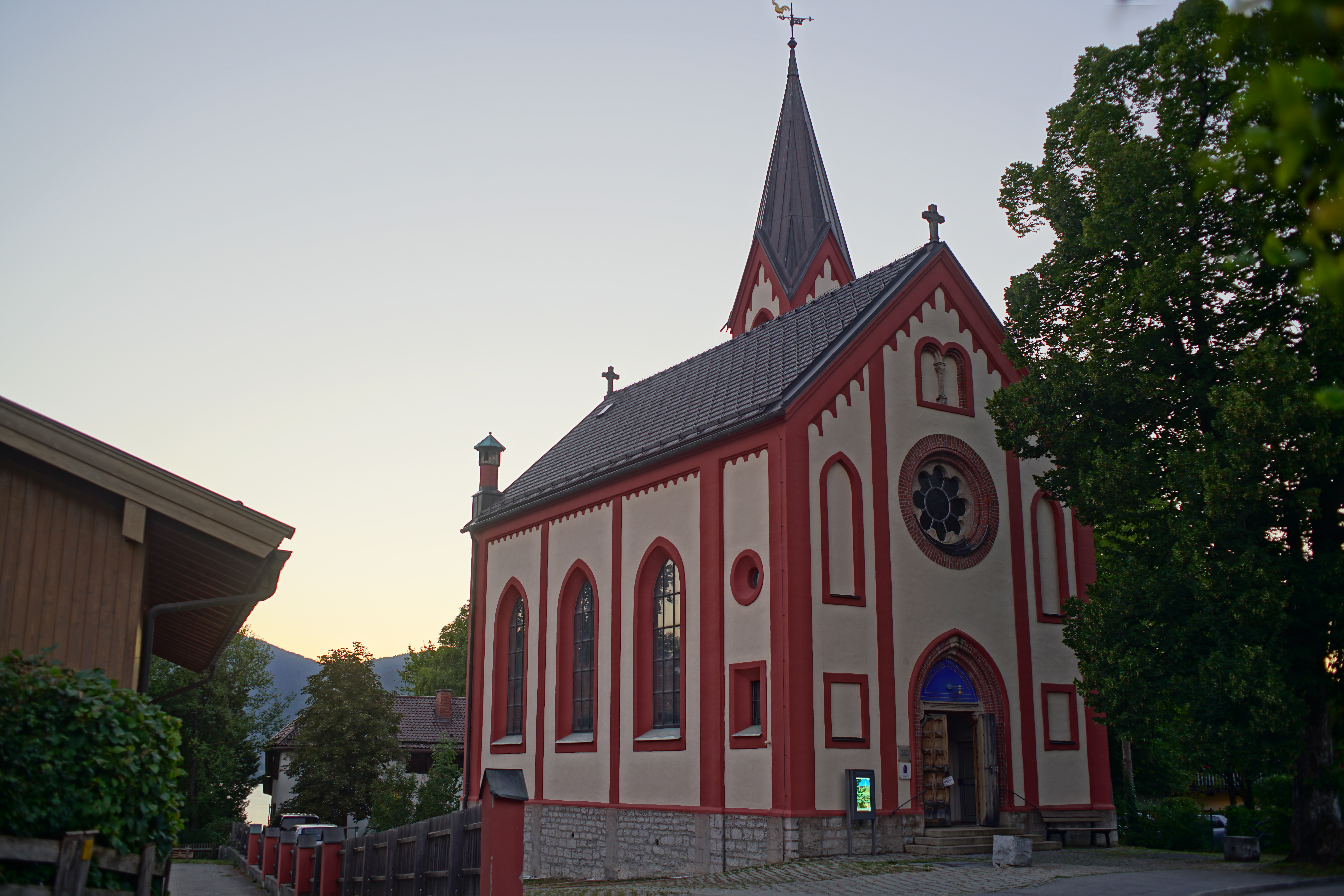
Christuskirche in Tegernsee

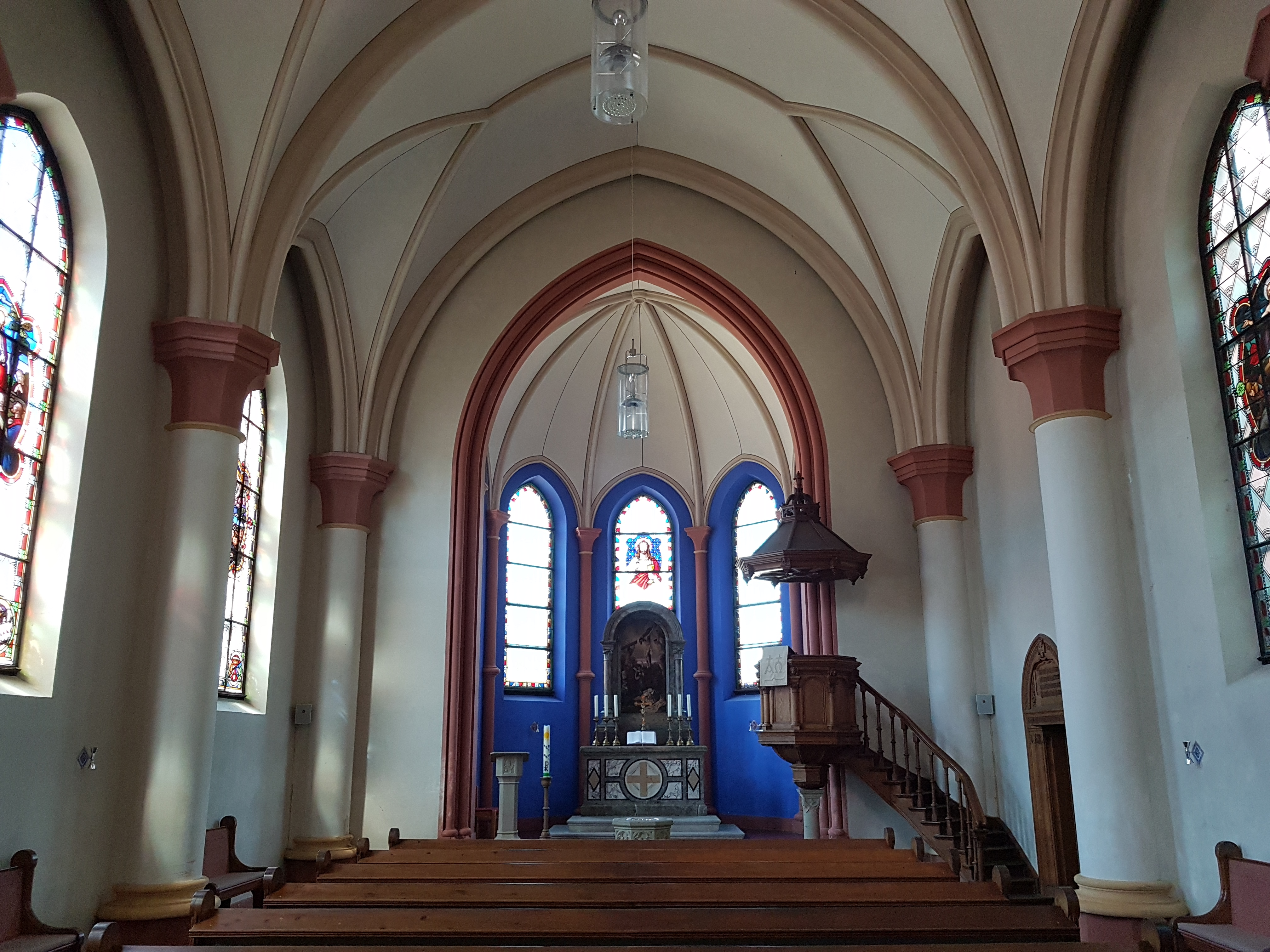
Innenraum

Die Christuskirche steht in Tegernsee, einer Gemeinde im oberbayerischen Landkreis Miesbach. Die Saalkirche ist in der Liste der Baudenkmäler in Tegernsee unter der Nummer D-1-82-132-20 eingetragen. Die Pfarrkirche gehört zum Dekanat Bad Tölz der Evangelisch-Lutherischen Kirche in Bayern.

## Beschreibung
Die neogotische Saalkirche wurde 1894 nach einem Entwurf von Albert Schmidt errichtet. Sie besteht aus dem Langhaus und dem eingezogenen Chor mit Fünfachtelschluss im Westen. Der mit einem spitzen Helm bedeckte Kirchturm steht an der Nordwand des Chors. Das Portal befindet sich in der Fassade im Osten.

## Orgel

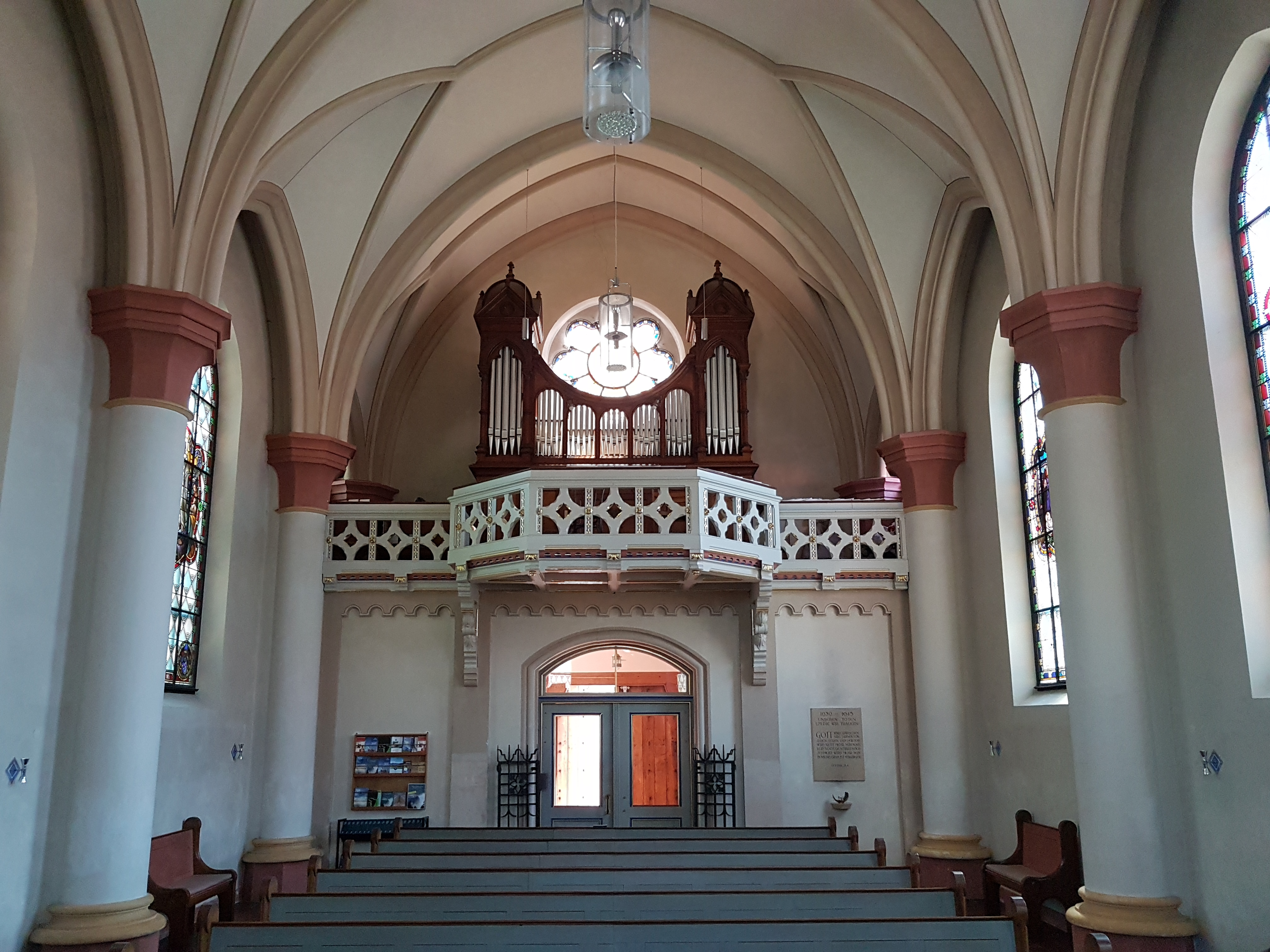
Orgel

Die pneumatische Orgel, die ursprünglich über sieben Register und heute über neun Register auf einem Manual und Pedal verfügt, wurde 1894 von der Firma G. F. Steinmeyer & Co. mit einem neuromanischen Prospekt gebaut. Sie wurde von Freifrau Bertha von Wulffen-Mettingh gestiftet. Die Disposition lautet heute:
| Manual C–f3 |       |
| Principal   | 8′    |
| Gedeckt     | 8′    |
| Gamba       | 8′    |
| Salicional  | 8′    |
| Dolce       | 8′    |
| Octav       | 4′    |
| Flöte       | 4′    |
| Quintflöte  | 2 ⁄3′ |

| Pedal C–d1 |     |
| Subbaß     | 16′ |

- Koppeln: Man/Man (Super), Man/P